# AlphaTauri AT01
Chronologie des modèles (2020)
Toro Rosso STR14 AlphaTauri AT02
L'AlphaTauri AT01 est la monoplace de Formule 1 engagée par la Scuderia AlphaTauri-Honda (ex-Scuderia Toro Rosso) dans le cadre du championnat du monde de Formule 1 2020. Elle est pilotée par le Russe Daniil Kvyat et le Français Pierre Gasly. Les monoplaces sont motorisées, comme depuis 2018, par Honda.

## Résultats en championnat du monde de Formule 1

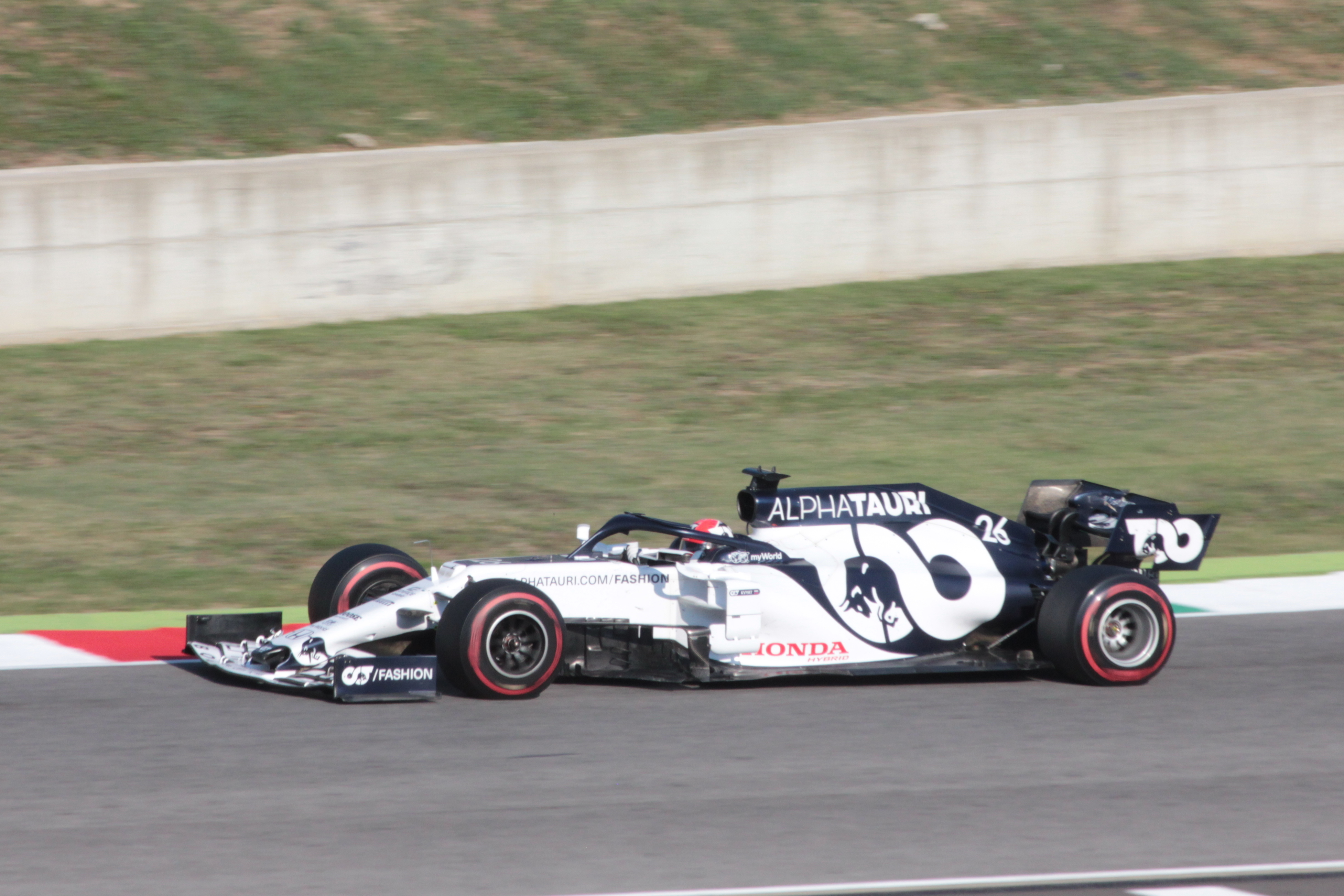
Daniil Kvyat sur l'AlphaTauri AT01 au Grand Prix de Toscane.

| Saison | Écurie                    | Moteur                        | Pneus   | Pilotes      | Courses | Courses | Courses | Courses | Courses | Courses | Courses | Courses | Courses | Courses | Courses | Courses | Courses | Courses | Courses | Courses | Courses | Points inscrits | Classement |
| Saison | Écurie                    | Moteur                        | Pneus   | Pilotes      | 1       | 2       | 3       | 4       | 5       | 6       | 7       | 8       | 9       | 10      | 11      | 12      | 13      | 14      | 15      | 16      | 17      | Points inscrits | Classement |
| ------ | ------------------------- | ----------------------------- | ------- | ------------ | ------- | ------- | ------- | ------- | ------- | ------- | ------- | ------- | ------- | ------- | ------- | ------- | ------- | ------- | ------- | ------- | ------- | --------------- | ---------- |
| 2020   | Scuderia AlphaTauri Honda | Honda V6 turbo Hybride RA620H | Pirelli |              | AUT     | STY     | HON     | GBR     | 70e     | ESP     | BEL     | ITA     | TOS     | RUS     | EIF     | POR     | E-R     | TUR     | BAH     | SAK     | ABU     | 107             | 7e         |
| 2020   | Scuderia AlphaTauri Honda | Honda V6 turbo Hybride RA620H | Pirelli | Daniil Kvyat | 12e*    | 10e     | 12e     | Abd.    | 10e     | 12e     | 11e     | 9e      | 7e      | 8e      | 15e     | 19e     | 4e      | 12e     | 11e     | 7e      | 11e     | 107             | 7e         |
| 2020   | Scuderia AlphaTauri Honda | Honda V6 turbo Hybride RA620H | Pirelli | Pierre Gasly | 7e      | 15e     | Abd.    | 7e      | 11e     | 9e      | 8e      | 1er     | Abd.    | 9e      | 6e      | 5e      | Abd.    | 13e     | 6e      | 11e     | 8e      | 107             | 7e         |

Légende : ici 
- *Le pilote n'a pas terminé la course mais est classé pour avoir parcouru 90% de la distance prévue